# Sările
Sările – wieś w Rumunii, w okręgu Buzău, w gminie Bisoca. W 2011 roku liczyła 598 mieszkańców. 